# A fondo y Lo más difícil
«A fondo» y «Lo más difícil» (en inglés: «All In» y «The Hardest Thing», también conocido como «Todos juntos» y «Lo más difícil» en España) es el final de serie de dos partes de Amphibia, que consistió en los episodios 17 y 18 de la tercera temporada, los episodios 57 y 58 en general, y los segmentos 105 y 106 en general. Ambos episodios fueron dirigidos por Roxann Cole y Joe Johnston. «A fondo» se emitió en Disney Channel el 7 de mayo de 2022 y «Lo más difícil» se emitió la semana siguiente. Ambos episodios obtuvieron 0,35 millones de espectadores cuando se estrenaron.
«A fondo» gira en torno a Anne, Sasha y sus aliados, que intentan evitar que el Rey Andrias y Darcy (que es Marcy controlada por el Núcleo) conquisten la Tierra. Mientras que, «Lo más difícil» gira en torno a Anne, Sasha y Marcy tratando de salvar a Amphibia de ser destruida por el Núcleo, que ha tomado el control de la luna y está tratando de estrellarla contra la superficie de Amphibia.
Ambos episodios, «A fondo» y «Lo más difícil», recibieron elogios de la audiencia, los críticos y los fanáticos del programa, con elogios hacia su animación fluida, actuación de voz, peso y tono emocional, escritura, secuencias de acción, referencias culturales, mensaje influyente positivo, partitura musical, desarrollo de los personajes, representación LGBTQ, escala y cinematografía, con muchos calificando ambos episodios como una conclusión épica, perfecta y agridulce para los temas maduros de la mayoría de edad y los arcos de los personajes del programa.

## Trama

### A fondo
El episodio comienza con un flashback de Anne, Sasha y Marcy haciendo una broma en la escuela, con una fiesta de baile de cachorros y música K-Pop, pero todas son atrapadas y enviadas a la oficina de la directora. Mientras que Sasha y Marcy quedan libres, la directora Murphy habla con Anne sobre haber dejado que sus amigas la obligaran a hacer la broma. Le pide a Anne que escriba un ensayo sobre quién quiere ser y qué quiere hacer con su vida; luego, le desea un feliz cumpleaños anticipado.
De vuelta al presente, Anne, Sasha, Sprig, Polly, Hop Pop, Grime, Olivia, Yunan, Frobo, Joe Sparrow y Domino 2 están cautivos en el castillo de Andrias, mientras él está a punto de invadir la Tierra. Todos logran escapar con la ayuda de Frobo y aterrizan a salvo en una piscina. Luego, Andrias anuncia sus planes de invasión a la gente de Los Ángeles y desata su ejército de robots, junto con dos garzas gigantes controladas mentalmente, las cuales Hop Pop reconoce como las que mataron a los padres de Sprig y Polly. Anne y sus amigos luchan contra los robots, pero llegan más y los rodean. Entonces, son rescatados por el Señor X y los padres de Anne, quienes ahora son agentes del FBI. Todos se reagrupan en la escuela, donde los padres de Anne les proporcionan algo de comida tailandesa casera y Polly actualiza a Frobo con tecnología terrestre del taller de mecánica de la escuela. Mientras tanto, en la mente colmena del Núcleo, Marcy se ve atraída por un mundo de fantasía, creado por el rey Aldrich, el padre de Andrias. Sin embargo, ella tiene la sensación de que algo no va bien.
De vuelta en la escuela, Anne y Sasha idean un plan: Anne, sus padres, los Plantar, Domino 2 y Frobo lucharán contra las garzas y el ejército de robots; mientras Sasha, Grime, Yunan, Olivia y Joe Sparrow se cuelan en el castillo para desactivar su campo de fuerza. Mientras tanto, en el castillo, mientras Darcy se divierte destruyendo la ciudad, Andrias recuerda el día en que conoció a Marcy y el momento en que propuso su plan para evitar que ella y sus amigas cumplieran la profecía al Núcleo. De vuelta en el presente, Anne y su equipo derrotan a más robots, pero enfrentan problemas cuando el trauma de los Plantar sale a la superficie, debido a las garzas. Sin embargo, logran superar su trauma, derrotar a las garzas (usando la danza de caza de la familia Plantar), y liberarlas del control de Andrias, ordenándoles que destruyan más robots. Mientras tanto, Sasha y su equipo logran infiltrarse en el castillo y llegar al generador del campo de fuerza. Sin embargo, Sasha y Grime se enfrentan a Darcy y comienzan a pelear.
De vuelta afuera, Andrias llega con un traje mecánico, el Dyoplosaurus, y le da un ultimátum a Anne: si ella puede vencerlo en combate, cancelará la invasión; pero si no puede, destruirá la ciudad. Al darse cuenta de quién quiere ser, Anne acepta el desafío y vuela en Domino 2 para comenzar la pelea. Inicialmente, ella es dominada, mientras que Sasha y Grime intentan luchar contra Darcy; Sasha termina herida durante la pelea y Grime intenta salvarla, lo que hace que Darcy le corte el brazo izquierdo. Durante la pelea de Anne con Andrias, ella le dice que siente pena por él, debido a que enterró sus sentimientos y se aisló de los demás durante casi mil años. A medida que avanza la pelea, Anne comienza a agotarse y está al borde de la derrota, pero el Señor X, los padres de Anne, los Plantar y los demás habitantes de Los Ángeles logran animarla para continuar la lucha, tocando su canción favorita en toda la ciudad. Tanto ella como Sasha ganan momentáneamente la ventaja, aunque esta última queda gravemente herida por Darcy, que se acerca sigilosamente a ella y le corta la espalda. Mientras tanto, en la mente colmena del Núcleo, Marcy comienza a darse cuenta de que nada de lo que ve es real, incluidas sus amigas. Ella exclama que ha terminado de huir de la realidad y que rechaza tanto al Núcleo como a Aldrich, quien enojado la deja sola en un silencio total, pero ella confía en Anne y Sasha para terminar con este complot de una vez por todas.
Anne continúa luchando contra Andrias, pero es dominada continuamente a medida que se agotan sus poderes. Luego, Sprig aparece con el trozo de papel rojo que encontró en los túneles ocultos de su familia y, con la ayuda de las gafas de espía del Señor X, descubre que es un mensaje de la vieja amiga de Andrias, Leif. Por lo que, Sprig vuela hacia el edificio y lee la carta en voz alta. En ella dice lo siguiente:
Mi querido Andrias:
Es posible que este mensaje nunca te llegue. Pero espero que así sea. Sé que debes odiarme, pero por favor escúchame. Después de esconder la caja musical en la Tierra, supe que nunca podría regresar al reino. El cambio fue aterrador y me resultaba difícil volver a abrir mi corazón a los demás. Pero me alegro de haberlo hecho. Pasamos nuestras vidas con miedo al cambio. Pero después de muchos años, me di cuenta de que la belleza de la vida ES el cambio. Y a pesar de todo, tuve recuerdos maravillosos de ti. Porque aunque tú, Barrel y yo ya no estamos juntos, ustedes dos nunca se separaron de mi lado. Al final, el único deseo que me queda es que de alguna manera, algún día, mi amor llegue a ti. Así que te ruego, mi querido amigo, que no te cierres. Abre tu corazón y síguelo.
Siempre con amor... tu Leif.
(Se revela que después de enviar la Caja de la Calamidad a la Tierra, fundó el pueblo de Wartwood y, a la vez, formó a la familia Plantar).
Después de escuchar esto, Andrias rompe a llorar y ahora verdaderamente se arrepiente de todas las cosas horribles que ha hecho. Darcy intenta obligar a Andrias a seguir luchando, pero Sasha logra derrotarla cortando su cable de conexión, lo que hace que el Núcleo se desactive y libere a Marcy de su control. Andrias se deja derrotar por Anne, finalizando la batalla y revelando que Andrias es un cyborg, razón por la cual pudo vivir durante mil años.
Con el campo de fuerza desactivado, todos corren hacia Marcy, quien se disculpa por sus acciones. Anne y Sasha la perdonan, afirmando que donde sea que estén, siempre serán amigas y todas comparten un abrazo grupal. Sin embargo, el casco del Núcleo se reactiva y se escabulle. Mientras el Señor X y los padres de Anne limpian los daños, Anne y todos sus amigos se transportan de regreso a Amphibia, donde la resistencia aún lucha contra el ejército de robots de Andrias. Cuando llega el castillo, Olivia declara que Andrias y el Núcleo han sido derrotados. Sin embargo, justo cuando todos piensan que se acabó, Sprig nota que la luna roja se acerca.

### Lo más difícil
Continuando donde terminó el último episodio, todos aplauden la victoria sobre Andrias, cuando el casco del Núcleo despega hacia el espacio, toma el control de la luna roja y la lleva a Amphibia para destruirla. Cuando todos lo notan, Andrias revela que la luna fue donde se hicieron los primeros proyectos favoritos del Núcleo y que la luna misma se ha convertido en un dispositivo del fin del mundo, destinado a destruir Amphibia en caso de que alguna vez se libere del control del Núcleo. Marcy se da cuenta de que la razón por la que el Núcleo está haciendo esto es porque tiene miedo de ser olvidado, por lo que destruirá Amphibia y reclamará las piedras de la Caja de la Calamidad para sí mismo. Luego, llega la Madre Olm e informa a Anne, Sasha y Marcy que la profecía está cerca y que deben detener al Núcleo. Mientras todos se preparan, Madre Olm le dice a Anne que, si bien las piedras en sí mismas no son lo suficientemente fuertes como para detener el Núcleo, hay un poder oculto que funcionará cuando alguien tenga todas las piedras juntas. Sin embargo, el costo de usarlo es la vida del usuario.
Cuando Anne llega al castillo, Valeriana está allí, lista para restaurar el poder de las piedras a Anne, Sasha y Marcy. Las tres chicas obtienen superpoderes y armaduras coloridas, y vuelan al espacio para detener al Núcleo, pero este contraataca con un ejército de robots espaciales. Mientras las chicas se defienden, Aldrich, a través del Núcleo, intenta convencer a Andrias para que lo ayude. En respuesta, Andrias finalmente se enfrenta a su padre y al Núcleo, destruye su corona y ordena a su ejército de robots que ayude a las chicas a detener la luna. Sin embargo, a pesar de sus mejores esfuerzos, Sasha y Marcy comienzan a debilitarse, ya que no están acostumbradas a sus poderes como lo está Anne. Anne decide detener al Núcleo sola, tomando las tres piedras para usar el poder oculto dentro de ellas. Después de un abrazo entre lágrimas y un adiós, Anne envía a Sasha y Marcy de vuelta a Amphibia y se prepara para enfrentarse al Núcleo.
Cuando regresan, les dicen a los Plantar lo que Anne va a hacer, y Sprig vuela sobre Frobo para tratar de detenerla. Anne y Sprig se despiden entre lágrimas y Sprig regresa. Luego, Anne usa todo el poder de las piedras para lanzar una gran explosión de luz blanca que destruye la luna, matando al Núcleo en el proceso. Sin embargo, queda petrificada por el poder de las piedras y cae ante Amphibia. Luego, es salvada por Frobo, quien la lleva de regreso con sus amigos, donde muere.
De repente, Anne se despierta en otro mundo con una pequeña casa. Ella entra a la casa y se encuentra con una entidad conocida como el Guardián, que toma la forma del gato de Anne, Domino. El Guardián revela que creó las piedras hace 10.000 años y que Anne fue la única que usó su poder para el bien. También, ofrece que Anne tome su lugar como la nueva guardiana, pero Anne se niega, diciendo que todavía tiene toda una vida por delante. El Guardián acepta esto y resucita a Anne para que pueda vivir su vida y convertirse en la nueva guardiana, después de morir por causas naturales (dentro de unos 78 años). Después de su renacimiento, los amigos de Anne se reencuentran felizmente con ella. Anne luego encuentra fragmentos de las piedras en su bolsillo, mientras todos celebran la derrota del Núcleo.
Marcy afirma que los fragmentos son un viaje de ida a casa, por lo que las chicas se despiden con lágrimas en los ojos de sus amigos anfibios. Marcy se despide de Olivia, Yunan y Andrias; Sasha se despide de Grime y Anne se despide de los Plantar, y le da a Sprig su teléfono celular. Las tres chicas luego se van a casa con coronas de flores en la cabeza, y cuando el portal se cierra, los fragmentos y la Caja de la Calamidad se convierten en polvo y desaparecen. Con todo finalizado, las ranas, los sapos y los tritones deciden reconstruir juntos su mundo.
Nueve meses después, Amphibia ahora ha sido restaurada a su estado original, con Andrias, ahora ciego y rechazando sus mejoras cibernéticas, y Barley, Blair y Branson (o Triple B) cumpliendo condena por sus crímenes, ayudando a arreglarla. Todos los demás viven vidas felices, con Grime, Olivia y Yunan como delegados de sapos y tritones para el nuevo gobierno de Amphibia. Polly ahora es una rana completamente desarrollada y Sprig cataloga todas las criaturas en Amphibia, usando el teléfono de Anne. Mientras se revela una estatua de Anne en el centro de Wartwood en su honor, Sprig emprende un viaje con Ivy a un territorio inexplorado.
Diez años después, en la Tierra, Sasha (que ahora trabaja como psicóloga infantil) y Marcy (que ahora trabaja como autora de cómics web) van a ver a Anne por su cumpleaños número 23. Anne ahora trabaja como herpetóloga en el Acuario del Pacífico, donde remodeló la sección de anfibios para que se pareciera exactamente a Amphibia, e incluso nombró a una pequeña rana rosada Sprig, en honor a su mejor amigo. Luego, se va a celebrar su cumpleaños con sus amigas. Durante los créditos, se muestra un montaje de lugares importantes de Amphibia, y la toma final es una nueva foto grupal de Anne, Sasha y Marcy.

## Producción
Tanto los títulos como la duración de ambos episodios fueron revelados por Matt Braly, tanto en una entrevista de ScreenRant como en una publicación de Twitter que hizo. Las publicaciones de Braly en Twitter hablan de cuánto trabajo, amor, cuidado y esfuerzo han hecho él y su equipo en estos dos últimos episodios. Matt Braly incluso declaró que el episodio anterior a estos dos, «The Beginning of the End», fue parte del final, ya que condujo a estos episodios y fue un poco más largo que los episodios normales. Matt Braly también considera el episodio «Lo más difícil» como su episodio favorito. Brian Sounalath hizo su última grabación de voz para el Sr. Boonchuy para «A fondo» el 4 de marzo de 2022.
Cuando Braly estaba haciendo los dos últimos episodios, afirmó que la amistad entre Anne, Sasha y Marcy era creativa, especialmente cuando conocieron a otros nuevos amigos en Amphibia, lo que permitió que su amistad se hiciera más fuerte, afirmando que «Te asombras cuando ves fuera de esa amistad, fuera de esa burbuja, y empiezas a salir con diferentes personas, porque desbloquea cosas diferentes en ti».

### Escenas eliminadas
En algunas escenas del guion gráfico, originalmente se suponía que Marcy se representaría con su traje de contención durante el resto del final. También, hubo una escena final cortada después de los créditos, aunque de una manera no canónica con fines cómicos del equipo de producción, donde Anne, que ya había muerto a los 91 años debido a la enfermedad de Alzheimer, fue enviada de regreso al mundo del Guardián para tomar su lugar. Sin embargo, Anne no recuerda nada y se desvanece; luego, la última toma es de las piedras representadas como estrellas fugaces.

## Recepción
«Lo más difícil» fue favorecida por la comunidad LGBT porque, cerca del final, se puede ver una calcomanía en forma de corazón con los colores de la bandera bisexual en el espejo retrovisor del automóvil de Sasha, lo que implicaba que ella era bisexual, cosa que Matt Braly había confirmado más tarde; también, era una referencia a que la actriz de voz de Sasha también era bisexual. nEl episodio también insinuó que hubo un romance entre Lady Olivia y la General Yunan.
Hope Mullinax de The Geeky Waffle afirmó que el episodio «Lo más difícil» fue muy triste y tuvo muchas consecuencias, especialmente porque Anne y Sprig nunca se volvieron a ver, y dijo: «Es elección tras elección donde nuestros personajes tienen que elegir dónde terminan. Deben despedirse de las personas que aman sin un futuro seguro de reencuentro». Mullinax describió «A fondo» como una montaña rusa emocional donde los viajes de todos los personajes se unen, complementando el viaje de Anne de descubrir quién se supone que es ella, como se ve en el flashback. En sus propias palabras, «A fondo» se describe como «un espectáculo para ver», y agrega que «Matt Braly y su equipo deberían estar muy orgullosos».
Jade King, en el sitio web de cultura pop TheGamer, elogió el episodio «A fondo» por las batallas dramáticas entre Anne y Andrias, y Sasha y Darcy. King dijo lo nervioso que estaba por el episodio, debido a las muchas historias individuales que se juntaban, incluso después de que Matt Braly le dijo con anticipación que esperara un «éxito de taquilla lleno de momentos épicos y una recompensa valiosa». King también elogió el episodio «Lo más difícil» por su sentido final, e incluso comentó que la narración de Anne era una buena declaración de lo que representa el programa. Elogió todo lo que se muestra en el episodio por la belleza que mostró y los momentos emotivos que tuvo, afirmando que «el episodio final es un torbellino de despedidas vacilantes».
Matthew Moorcroft de Collider coloca el episodio «Lo más difícil» como uno de los «10 mejores finales de programas de dibujos animados que aún se mantienen», elogiando el programa por su «escritura de personajes compleja y tridimensional, narración atractiva y superando los límites de lo que se puede mostrar en la televisión infantil, con algunos de los momentos más oscuros en la historia de Disney Channel». Moorcroft también elogia el final, por hacer que los personajes se enfrenten a su equipaje emocional y afirma que «si bien hay una naturaleza agridulce en su partida, tiene madurez a diferencia de otros programas, y permite que nuestros personajes vivan separados».